# Thomas Smuszynski

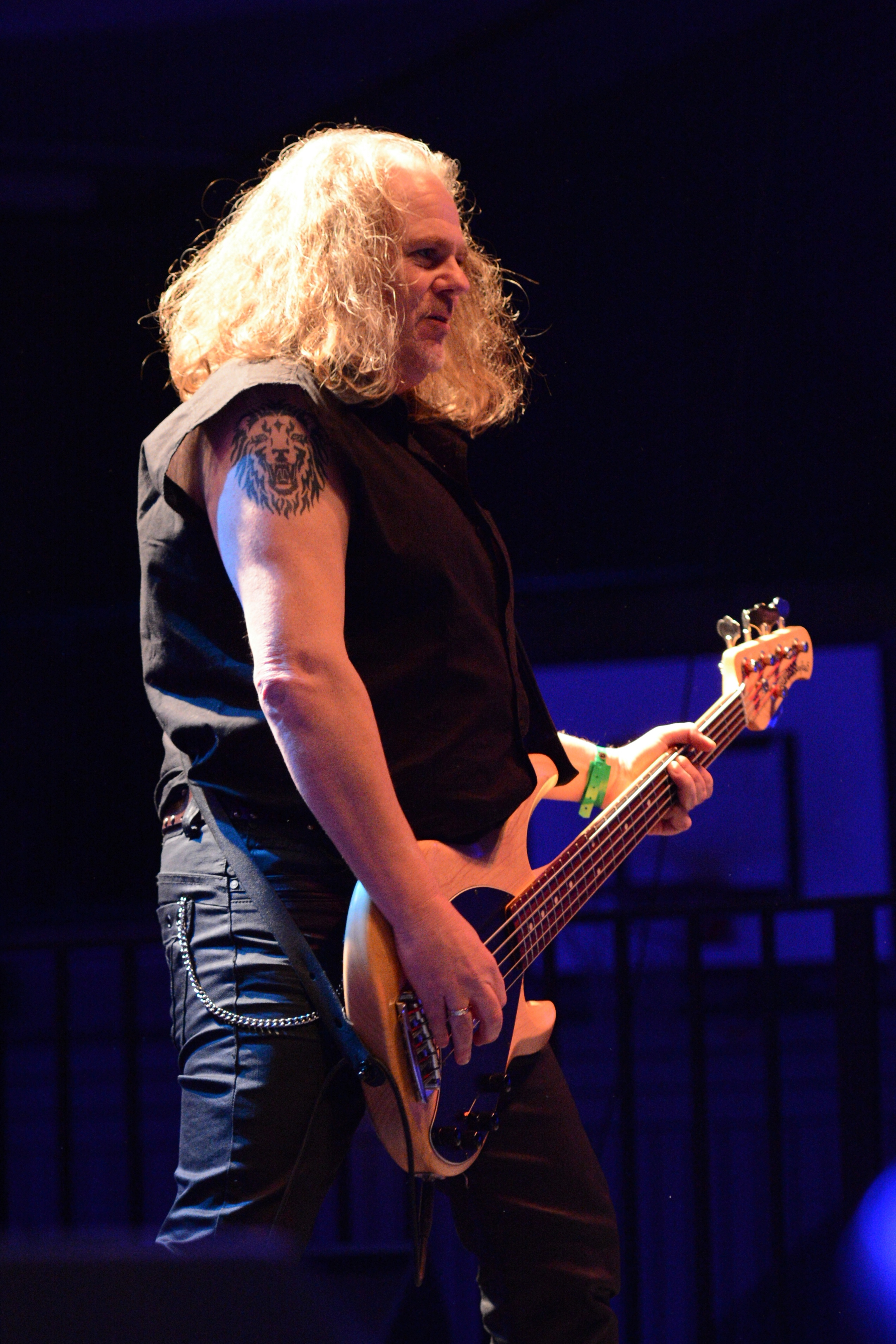
Thomas "Bodo" Smuszynski live 2014

Thomas Smuszynski (* 26. Juli 1963), Spitzname „Bodo“, ist ein deutscher Metal-Bassist.

## Leben
Thomas Smuszynski startete seine musikalische Karriere nach dem Abitur und seiner Bundeswehrzeit bei der Dortmunder Metalband Darxon, bei denen er 1986 einstieg und mit denen er eine Single sowie das zweite Album No Thrills einspielte. Er wechselte anschließend zu U.D.O., der Band von Udo Dirkschneider. Dort spielte er drei Alben ein. Er war außerdem Gründungsmitglied der ersten Axel-Rudi-Pell-Besetzung. Anschließend spielte er von 1992 bis 2000 bei Running Wild. Nach seinem Ausstieg zog er sich aus dem professionellen Musikbusiness zurück. Musikalisch aktiv blieb er bei der Coverband Bourbon Street, die vor allem im Umfeld von Rocker-Treffen aufspielt.

### Privatleben
Neben seiner musikalischen Karriere studierte Smuszynski Sicherheitstechnik. Nach einem rund 15-jährigen Studium, während dessen er an seiner musikalischen Karriere arbeitete, gelang ihm 1998 ein Abschluss als Diplom-Ingenieur. Seine Diplomarbeit fertigte er in der Abteilung Elektronikforschung des VW-Konzerns in Wolfsburg an. Anschließend arbeitete er bei PCC, bevor er in die Automobilindustrie wechselte.

## Diskografie

### Mit Darxon
- 1986: Holding On / Tokyo (Single)
- 1987: No Thrills (Album)

### Mit Axel Rudi Pell
- 1989: Hear You Calling Me (Single)
- 1989: Broken Heart (Single)
- 1989: Wild Obsession (Album)

### Mit U.D.O.
- 1989: Mean Machine (Album)
- 1990: Faceless World (Single)
- 1990: Heart of Gold (Single)
- 1990: Faceless World (Album)
- 1991: Timebomb (Album)

### Mit Running Wild
- 1992: Lead or Gold (Single)
- 1992: Pile of Skulls (Album)
- 1994: The Privateer (Single)
- 1994: Black Hand Inn (Album)
- 1995: Masquerade (Album)
- 1998: The Rivalry (Album)
- 2000: Revolution (Single)
- 2000: Victory (Album)

### Mit Bourbon Street
- 2000: Straight up Rock`n Roll (Eigenproduktion)
- 2003: Pure Single Rock (Eigenproduktion, DVD)